# Кайдалов, Алексей Борисович
Алексей Борисович Кайдалов (20 июля 1940, Москва — 25 июля 2010) — российский физик-теоретик, специалист в области физики элементарных частиц (сильных взаимодействий при высоких энергиях, в том числе жёсткие адронные реакции), релятивистской ядерной физики. Автор более 300 научных работ.

## Краткая биография
- В 1963 году окончил Московский инженерно-физический институт
- С 1963 года работал в Институте теоретической и экспериментальной физики.
- 1968 — кандидат физико-математических наук
- 1979 — доктор физико-математических наук
- 22 мая 2003 г. был избран членом-корреспондентом РАН (отделение физических наук (секция ядерной физики)

Похоронен на Луцинском кладбище села Никольское в Одинцовском районе подмосковья.